# My Love Won't Wait
My Love Won't Wait è il settimo singolo della band Two Gallants ed il secondo estratto dall'album The Bloom and the Blight.

## Il singolo
Il video ufficiale del singolo debutta su Internet il 19 settembre 2012, poche settimane dopo l'uscita dell'album.
Un innocente a capella introduce una traccia dalle ritmiche profondamente pesanti e aggressive che tratta la storia di un rapporto ormai finito ma per il quale, il ragazzo, continua a combattere in quanto il suo amore non può aspettare.

## Video
Il video è ambientato all'interno di una discarica dove, Tyson Vogel e Adam Stephens, rispettivamente batterista e voce della band, si ritrovano a scappare da un gruppo di sinistri individui incappucciati che tentano di seppellire i due nei rifiuti. Ormai accerchiati, i protagonisti si fermano dinnanzi ad un individuo, presumibilmente il capo, il quale accende un sigaro con paio di banconote precedentemente bruciate. In quel momento, il batterista, alza la mano e, dalla manica della camicia, esce un getto d'acqua che spegne il sigaro del sinistro individuo facendone scaturire una rissa generale. Il video si conclude con i due musicisti, unici rimasti in piedi, intenti ad osservare un poetico tramonto dalla cima della discarica.

## Formazione
Gruppo
- Adam Stephens - voce, chitarra, armonica a bocca
- Tyson Vogel - cori, batteria

Produzione
- Vice Cooler - produzione